# ويليام كافانو
ويليام كافانو (بالإنجليزية: William T. Cavanaugh)‏ (من مواليد 1962) هو أستاذ للدراسات الكاثوليكية في جامعة دي بول حيث كان يدرس منذ عام 2010 ومدير للمركز المتخصص بالكاثوليكية العالمية واللاهوت بين الثقافات، حيث يلقي محاضراته حول الكنيسة الكاثوليكية في الجنوب. قبل تعيينه في جامعة دي بول، قام بالتدريس في جامعة سانت توماس في ولاية مينيسوتا لمدة 15 عامًا. كما قضى عامين في العمل للكنيسة في سانتياغو في جمهورية تشيلي. نشر كافانو العديد من الكتب والمقالات، بعضها تمت ترجمته إلى عدة لغات.

## الدراسة
حصل كافانو على درجة البكالوريوس في الآداب من جامعة نوتر دام عام 1984، وعلى درجة الماجستير في الآداب من جامعة كامبريدج في عام 1987. وفي وقت لاحق التحق بجامعة ديوك، حيث حصل على درجة الدكتوراه في الدين عام 1996.
تخصص كافانو في مجالات اللاهوت السياسي، الأخلاق الاقتصادية والدراسات الكنسية.

## مؤلفاته
- 1998 كتاب "التعذيب والافخارستيا: اللاهوت والسياسة وجسد المسيح".
- 2003 كتاب "نيويورك، الخيال الاحتكاري".
- 2004 سكوت وبيتر وويليام كافانو كتاب "رفيق بلاكويل لعلم اللاهوت السياسي".
- 2008 كتاب "كن مستهلك: الاقتصاد والرغبة المسيحية".
- 2009 كتاب "أسطورة العنف الديني: الأيديولوجية العلمانية وجذور الصراع الحديث".
- 2011 كتاب "هجرات القديس".
- 2012 كتاب "قارئ في اللاهوت السياسي المعاصر".
- 2016 كتاب "مستشفى ميداني:ارتباط الكنيسة بعالم جريح".